# Psychotria tubuaiensis
Psychotria tubuaiensis är en måreväxtart som beskrevs av Francis Raymond Fosberg. Psychotria tubuaiensis ingår i släktet Psychotria och familjen måreväxter. Inga underarter finns listade i Catalogue of Life.